# ريتشارد غونزاليس
ريتشارد غونزاليس هو لاعب تنس الطاولة فلبيني، ولد في 31 مارس 1971.